# Mefedrone
Il mefedrone (o più correttamente   4-metilmetcatinone ma chiamato gergalmente anche 4MMC, Meow Meow o 'M-Cat) è una sostanza psicoattiva dall'azione stimolante ed entactogena appartenente alla classe chimica dei catinoni i cui effetti sono assimilabili in parte alla cocaina e in parte alle fenetilamine entactogeniche (MDMA in primis) con le quali condivide, anche se in misura meno intensa, gli effetti. È un derivato semisintetico del principio attivo del khat o qāt (Catha edulis), una pianta africana da cui si ricava il catinone.
Commercializzata inizialmente come designer drug (alternativa "legale" alle droghe illegali) è ad oggi una sostanza inclusa nella tabella I il cui possesso è quindi illegale. Può ritrovarsi in pasticche o in polvere e per il suo riconoscimento sono necessarie specifiche analisi chimiche (la sostanza normalmente non reagisce con i più comuni narcotest).

## Storia
Sintetizzato inizialmente nel 1929, "riscoperto" nel 2003 e diffusosi a partire dal 2008 nel Regno Unito, ha incontrato un grande successo tra i giovani inglesi, proponendosi come alternativa legale all'MDMA, prima di essere vietato dall'Emendamento del 16 aprile 2010, in seguito a una violenta campagna stampa. In Francia, il Ministro della Sanità e dello Sport ha deciso di classificare come narcotico il mefedrone con ordinanza pubblicata sulla Gazzetta Ufficiale dell'11 giugno 2010. Ad oggi, il mefedrone è vietato nel Regno Unito, in Danimarca, Svezia, Germania, in Norvegia, in Croazia, Estonia e Romania.

## Effetti
I suoi effetti empatici ed entactogeni sono simili a quelli dell'ecstasy, ma l'esperienza viene in genere descritta come meno soddisfacente e "piena" per quanto riguarda l'entactogenesi (senso di benessere diffuso e connessione/amplificazione emotiva); gli effetti stimolanti e anoressizzanti sono invece assimilabili a quelli delle anfetamine, ma con una durata sensibilmente più breve. Le dosi medie vanno dai 15 ai 250 mg per via orale, gli effetti si verificano entro pochi minuti se la sostanza viene inalata o dopo 30/40 minuti se viene assunta per via orale. L'effetto ha una durata di circa 2/3 ore e l'intensità può variare da soggetto a soggetto.
In uno studio è stato chiesto a dei soggetti utilizzatori abituali di cocaina di comparare gli effetti delle due sostanze ed è stato trovato che il composto sembra generare un effetto più piacevole e duraturo della cocaina ma con una minore dipendenza.
Gli effetti collaterali più comuni sono digrignamento dei denti, pupille dilatate, scarsa concentrazione, allucinazioni ma sono stati riportati anche ansia, depressione, paranoia, pressione alta, sanguinamento nasale (se inalata), sudorazione eccessiva, palpitazioni, nausea, vasocostrizione periferica. Questi effetti sono più comuni a dosaggi elevati del composto e se assunti insieme ad altre sostanze psicoattive, alcol compreso. A differenza di altre sostanze psicoattive dal simile meccanismo di azione, come l'ecstasy, non sembra provocare effetti di hangover se non ai dosaggi più elevati (tuttavia tale affermazione si basa su report di consumatori e non è stata verificata con degli studi).

## Tossicità
La reale tossicità del prodotto è pressoché sconosciuta, poiché non sono stati svolti molti studi volti a determinarla.
Il composto correlato metilcatinone ha mostrato in diversi studi tossicità nei confronti dei neuroni dopaminergici e serotoninergici, data la similarità nelle strutture (che differiscono per un solo gruppo metilico) si ipotizza che possa condividerne la tossicità.  Gli studi ad oggi compiuti sul composto sono giunti a conclusioni contraddittorie, con alcuni che non mostrano alcun effetto significativo mentre altri che riportano una alterazione persistente dei livelli di alcuni marker cerebrali, in particolare a seguito di somministrazioni ripetute in un ambiente caldo. Lo stress ossidativo sembrerebbe giocare ruolo fondamentale negli effetti osservati, che potrebbe in linea teorica essere contenuto con l'utilizzo di antiossidanti.
Uno studio pubblicato nel 2017 ne ha confermato l'assenza di tossicità nei confronti dei neuroni dopaminergici, a differenza dei composti correlati metilcatinone e metamfetamina.
In alcuni casi, intossicazione epatica, disturbi cardiaci con rischio di infarto del miocardio, squilibri elettrolitici anche gravi. Durante il 2010 la stampa inglese ha attribuito vari casi di morte al mefedrone, alcuni confermati mentre altri dovuti in realtà ad altre sostanze ma erroneamente attribuiti alla sostanza. In assenza di uno studio scientifico affidabile ed esaustivo, e a causa della brevissima storia d'uso della sostanza, non è possibile ad oggi valutare il grado di tossicità reale del mefedrone.

## Meccanismo d'azione
Il mefedrone è classificato come un releaser delle monoamine serotonina, dopamina e noradrenalina. I due enantiomeri mostrano simile affinità per il trasportatore della dopamina ma l'R lega molto più debolmente dell'S quello della serotonina.
In un esperimento su cavie è riportato che tale composto è stato in grado di aumentare, dopo 40 minuti dalla somministrazione, del 950% i livelli di serotonina e del 500% quelli di dopamina (per confronto l'MDMA ha aumentato del 900% i livelli extracellulari di serotonina, non aumentando in maniera significativa quelli di dopamina, mentre l'amfetamina ha aumentato del 400% quelli di dopamina non modificando significativamente quelli di serotonina).

## Stato legale
Dal 2010 è riconosciuto come narcotico in varie nazioni tra cui Inghilterra e Francia ed è vietato in Danimarca, Svezia, Germania, Norvegia, Croazia, Estonia e Romania.
La legislazione italiana sugli stupefacenti (D.P.R. 309/90) la contempla tra le sostanze stupefacenti o psicotrope di cui alla tabella I (art. 13) il cui uso non terapeutico comporta le sanzioni di cui all'art. 75, mentre la sua produzione, cessione, importazione ecc. è punita ai sensi dell'art. 73.